# Арнор

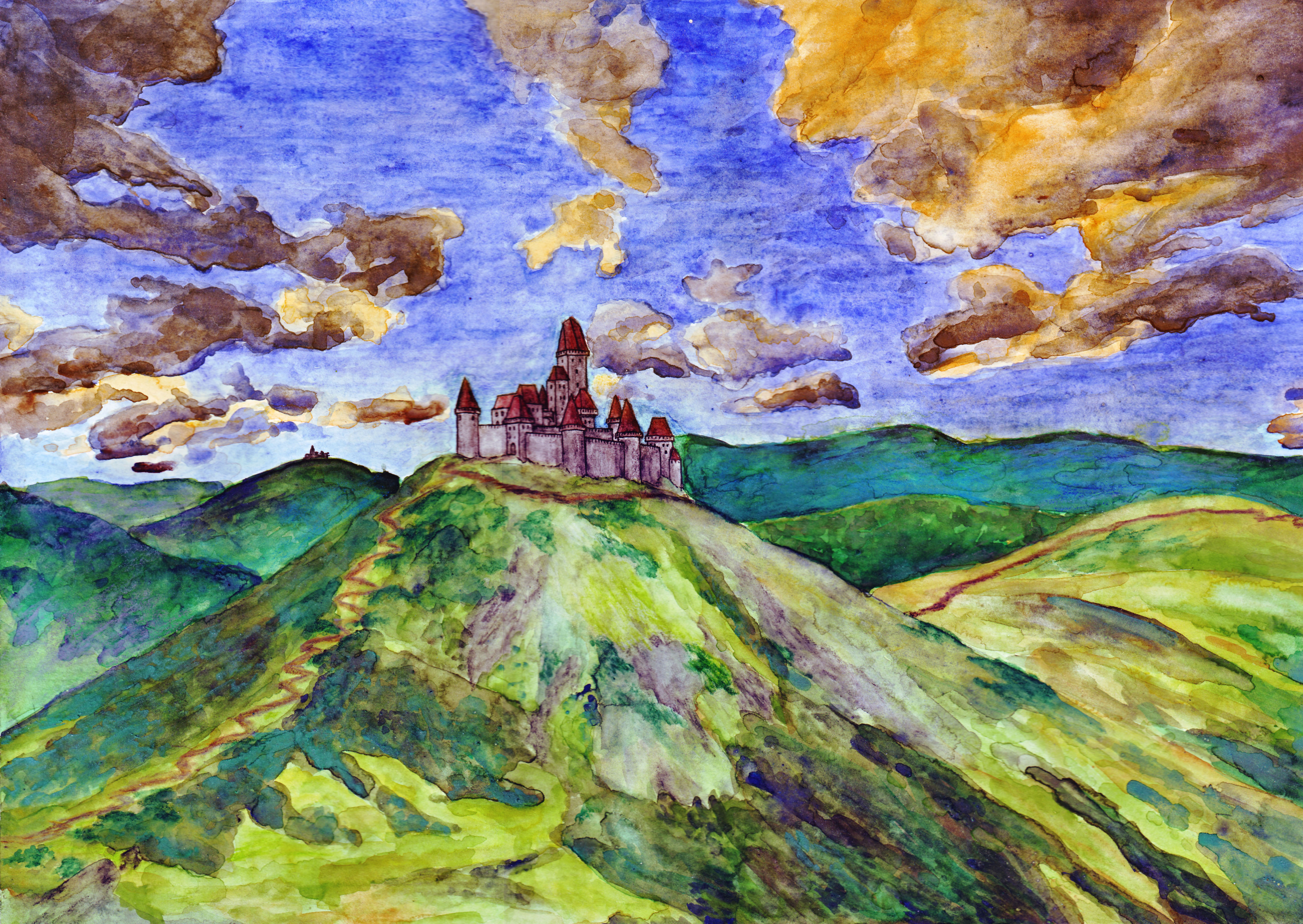
Північні схили та Форност

Арнор (від квен. Arnanóre/Arnanor та синд. Ara (високий, королівський) та (N)dor (земля), у перекладі — «Королівська земля») — у творах Дж. Р. Р. Толкіна північне королівство дунаданів у Середзем'ї. Свою назву воно отримало тому, що було засновано Еленділом, який був Верховним Королем не тільки для Арнору, але також і для Ґондору. Фактично як єдина держава проіснувало до 862 року Третьої Епохи та було відновлено лише на початку Четвертої Епохи після Війни Персня та коронації Араґорна.
Як розповідається у додатках до «Володаря Перснів» «у часи розквіту Арнор охоплював увесь Еріадор, окрім земель за річкою Лун та земель на схід від Сірого Потоку і Шумної, де розташовувалися Рівенделл і Край Гостролиста»
Населення Арнору складалося не тільки з дунаданів, але також включало у себе як людей, споріднених з аданами, котрі раніше перебували у дружніх стосунках з нуменорцями, так і місцеві племена, частина з яких ставилися до дунаданів вороже. Серед них були, наприклад, нащадки народу, який колись жив у Білих Горах, споріднені з горянами Сірого Краю. Столицею Арнору був Аннумінас на березі озера Ненуял.

## Історія

### Заснування та перші роки існування Арнору
Арнор було засновано 3320 року Другої Епохи Еленділом, чиї сини Ісілдур та Анаріон приблизно у цей самий час заснували Ґондор на півдні Середзем'я. Історії обох цих держав тісно пов'язані між собою, і обидва вони відомі як
Королівства Дунаданів у Вигнанні.
Ще до заснування Арнору на його теренах жила досить велика кількість нуменорського населення, яка опинилася там у процесі повільної еміграції нуменорців з Острову, що почався за часів Тар-Менелдура та, особливо, Тар-Алдаріона. Більшість нуменорців жили у гавані Віньялонде, пізніше відомої як Лонд-даер. До появи дунаданів землі Арнору були батьківщиною для «людей сутінків» (англ. Men of Twilight), споріднених з аданами, і тому найперші колоністи невдовзі змішалися з корінним населенням. Від початку землі Арнору вважалися кращими для проживання за південні землі, які пізніше стали частиною Ґондору, тому що неподалік у Ліндоні жили Ельфи з народу Ґіл-Ґалада. Але пізніше, коли нуменорці підпали під тінь Саурона, вони почали селитися все далі на південь у портових містах, як-от Пеларґір або Умбар.
Отже, Еленділ прибув до краю, населеного людьми, які, на відміну від його сучасників у Нуменорі, загалом залишалися друзями ельфів, і які, на відміну від місцевого населення земель Ґондору, зберегли знання та мудрість Давніх Часів. Під час Війни Останнього Союзу Арнор утратив переважну більшість населення і тому арнорське військо після повернення з Мордору нагадувало лише бліду тінь своєї минулої сили.
Після загибелі Еленділа, який був першим королем Арнору, його старший син Ісілдур перебрав владу над Північним Королівством та проголосив себе Верховним Королем Арнору та Ґондору, яким він раніше управляв спільно із братом. Однак у 2 році Третьої Епохи він загинув під час повернення на північ, потрапивши у засідку орків на Ірисових полях. Оскільки троє його старших синів загинули разом з ним, наступним королем Арнору після кількох років безвладдя у 10 році Третьої Епохи став наймолодший син Ісілдура Валанділ, який тоді був ще дитиною та жив у Рівенделі. Утім, ані Валанділ, ані його спадкоємці (яких усього було шестеро) ніколи не робили серйозних спроб утвердити своє верховенство над Ґондором, то ж після загибелі Ісілдура обидві країни існували вже як рівні та незалежні держави.

### Розквіт та початок занепаду
Після перемоги Останнього Союзу Арнор перебував на вершині своєї слави та могутності. Верховна королівська влада формально поширювалася на усі землі від затоки Форохель до річки Порос на південній межі Ітілієну, та від Синіх Гір до Похмурих Гір[прояснити]. З Ґондором його з'єднувала Королівська, або Північно-Південна дорога, яка проходила землями Каленардону. У Мінгіріаті та Енедвайті обидва королівства спільно підтримували її у порядку, і так само спільно формували гарнізон у Тарбаді. Територією Арнору проходила також Східно-Західна дорога, яка з'єднувала Рівенделл із Сірими Гаванями.
У Північному Королівстві перебували також три з семи палантирів, привезених Вигнанцями з Нуменору — один у Аннумінасі, один на вежі Амон-Сул і один у вежах Емін-Берайд.
Однак у дійсності сили Арнору суттєво підірвала війна та поразка на Ірисових полях, і північні дунадани так ніколи й не оговталися після своїх втрат. Перші кілька століть Третьої Епохи були досить спокійними, але схоже, що вже навіть на цьому етапі населення Арнору почало скорочуватися .

### Громадянська війна та розпад
Після смерті у 861 році Третьої Епохи Еарендура, десятого короля, через суперечки між трьома його синами у Арнорі розпочалася громадянська війна. Найстарший син Еарендура на ім'я Амлаїт претендував на владу над усім королівством, однак у результаті змушений був задовольнитися лише однією з областей краю — Артедайном з центром у Форності, у той час, як двоє інших синів заснували свої власні королівства у Кардолані та Рудаурі. Колишня Арнорська столиця Аннумінас знелюдніла та перетворилася на руїни.
Розпад Арнору прискорив занепад північної гілки дунаданів. Між трьома новоутвореними королівствами час-від-часу спалахували сутички на кордонах, утім, загалом, відносини Артедайну та Кардолану залишалися рівними, у той час як Рудаур був налаштований вороже по відношенню до них обох та вступив у жорстокий конфлікт із Кардоланом за володіння вежею Амон-Сул та її палантиром.
Близько 1300 року Третьої Епохи у горах на північний схід від Арнору постала лиха сила Короля-Чаклуна, який утворив утворив своє власне королівство у Анґмарі. Пізніше стало відомо, що то був проводар назґулів, розсіяних після перемоги Останнього Союзу над Сауроном у 3434 році Другої Епохи, проте не знищених остаточно.

### Падіння
Останніми королями Рудаура були вже не нуменорці, але нащадки людей, які перебували на службі у Короля-Чаклуна. Під їхньою владою край перетворився на васала Анґмару та на ворога Кардолану та Артедайну. 1409 року Третьої Епохи Анґмар підкорив та знищив Рудаур як незалежне королівство, і останні з дунаданів, так само, як і більшість іншого населення, залишили цей край. Постійні битви з Анґмаром почали виснажувати сили Артедайна, а Кардолан припинив своє існування невдовзі після 1409 року Третьої Епохи.
Формально з падінням Рудаура та Кардолана Артедайн залишився єдиним правонаступником колишнього Арнору, однак фактично цей край був лише блідою тінню колись великого та могутнього королівства Арнору до його розділення. Остаточно Артедайн впав у 1974 році Третьої Епохи, коли Король-Чаклун взяв Форност. Наступного року коаліція ельфів Ліндону і Рівенделлу, людей Ґондору та залишків людей Артедайну здобула «піррову перемогу» у Битві за Форност, звільнила місто та знищила сили Анґмару. Однак відновлювати королівство було вже нікому: більшість населення Арнору загинула у війнах; уціліли тільки гобіти у Ширі та люди у Брі і, можливо, кількох інших поселеннях. Тому залишки дунаданів Арнору переселилися у місцевість під назвою Кут на південь від Рівенделу, де деякі з них стали відомі як Слідопити Півночі. З допомогою ельфів ці люди залишилися схованими від решти Середзем'я та перетворилися на ізольований та мандрівний народ.

### Відновлення
Після своєї коронації під іменем Короля Елесара Араґорн відновив Арнор як частину нового Возз'єднаного Королівства і знову зробив його столицею Аннумінас. З падінням Саурона Арнор знову перетворився на безпечне для проживання місце, і, хоча у ньому залишилося значно менше населення, ніж у Ґондорі на півдні, за деякий час Арнор знову перетворився на більш населений край, не зважаючи навіть на те, що територія його зменшилася з наданням самоуправління Ширу.

## Землі Арнору

### Артедайн
Артедайн (англ. Arthedain, від діалектного синдарського «ард», ardh («королівство») та «едайн», edain («адани»), у перекладі — «Королівство Аданів») — область у Арнорі, а згодом незалежна держава, що розташовувалася на північному сході Еріадору в землях від льодової затоки Форохель на півночі до річки Барандуїн (Брендівинної) на півдні та від річки Лун на заході до Грозогір на сході. Включав також землі на північ від Східно-Західної дороги.
Як незалежна держава виник у 861 році після смерті короля Еарендура унаслідок суперечок між його синами. Першим королем Артедайну став старший син Еарендура Амлаїт, який переніс столицю з Аннумінаса до Форноста. На території Артедайну залишилися усі три палантири Арнору. Найбільшими містами краю були вже згаданий Форност та Брі з прилеглими околицями. Аннумінас, хоч і залишився на території Артедайну, однак після розпаду Арнору знелюднив та перетворився на руїну.
На відміну від інших королівств, що утворилися на території Арнору, у Артедайні лінія нащадків Еленділа та Ісілдура ніколи не переривалася, хоча у Кардолані та Рудаурі їхній їхній рід через деякий час припинив своє існування. Тому вже у 14 столітті Третьої Епохи королі Артедайну почали претендувати на верховну владу над усім колишнім Арнором, і на знак цього, починаючи з Арґелеба І, почали обирати собі імена з префіксом «ar (a)» (король, королівський).
Між Артедайном та іншими двома королівствами часто спалахували конфлікти, головним чином за право володіння Грозогорами та землями на захід від них. Крім того, і Рудаур, і, спочатку, Кардолан, перетендували на вежу Амон-Сул, у якій зберігався один з палантирів.
Близько 1300 року Третьої Епохи на північно-східному кордоні Артедайну постало королівство Анґмар. Його правителем був Король-Чаклун, проводар назґулів, хоча тоді це ще не було відомо дунаданам.
Приблизно у цей час Арґелеб І, син Мальвеґіла, уперше почав претендувати на владу над усім Арнором, але проти нього виступили горяни Рудаура, які на той момент захопили владу у краї та вступили у спілку з Анґмаром. У зв'язку з цим, Арґелеб І збудував укріплення на Грозогорах, однак, коли 1356 року Рудаур разом з Анґмаром напали на Артедайн, він загинув у битві.
У зв'язку з новою загрозою, яка виходила від Анґмару, Кардолан визнав суверенітет Артедайна над своїми землями, і відтоді терен знову почав називатися Арнором. Арвелеґ, син Арґелеба І, разом з союзниками-кардоланцями та у спілці з Ліндоном вибив ворогів з Грозогір, і після того протягом 53 наступних років утримував кордон по лінії Грозової, Великої дороги та річки Мітейтель.
Кардолан за потреби надсилав допомогу Артедайну, однак 1409 року Третьої Епохи і він, і Рудаур були завойовані Анґмаром, а вежу Амон-Сул було спалено та сплюндровано, а Артедайн уцілів тільки завдяки ельфійській допомозі з Лоріену та Гаваней.
Після 1409 року наступ Анґмару було зупинено, і Північне Королівство насолоджувалося миром, хоча його населення продовжувало скорочуватися. Це скорочення набуло настільки загрозливого характеру, що 1601 року король Арґелеб ІІ віддав чималу дещицю найкращих орних земель Артедайну прибулим гобітам, оскільки ці землі повністю знелюднилися. Цю місцевість пізніше стали називати Широм.
Смертельна моровиця не надто зачепила Артедайн, то ж можна гадати, що бойові дії з Анґмаром поновилися невдовзі після 1800 року. Зокрема, згадується перемога над Анґмаром, здобута королем Аравалом 1851 року, хоча відомості про історію Королівства до початку 20 століття Третьої Епохи загалом ненадійні та суперечливі. Останні десятиліття існування Артедайну минули у постійних конфліктах з Анґмаром, оскільки для здобуття перемоги у війні королівству вже не вистачало ні людей, ні сил. 1940 року Третьої Епохи Артедайн, яким правив Арафант, син Аравала, уклав союз з Ґондором та одружив свого сина Арведуї з дочкою ґондорського короля Ондогера Фіріелі, однак фактично це була лише формальність, адже жодне з королівств було не в змозі надати військову підтримку іншому. Король-Чаклун почав атакувати Артедайн з подвійною силою, а Ґондор у цей же час змушений був відбивати велику навалу візочників у 1944 році, що зробило неможливим відправку військових частин у Арнор.
Коли 1944 року обидва сини Ондогера загинули у битві, Артедайн заявив претензії на корону Ґондору, оскільки Арведуї залишався останнім прямим нащадком Ісілдура та був чоловіком Фіріелі. Однак ці зазіхання були відхилені Радою Ґондору, а Артедайн на цьому більше не наполягав.
Арведуї був останнім королем Артедайну. До останнього стримуючи натиск Анґмару, він у 1973 році зрозумів, що Арнору загрожує поразка, і звернувся до Ґондору по допомогу. Король Еарніл ІІ відправив на північ флот під командуванням свого сина Еарнура. Але було вже надто пізно. На початку 1974 року Король-Чаклун взяв Форност та окупував увесь Артедайн, і сини короля та більшість інших дунаданів утекли за річку Лун. Сам Арведуї утік на північ та згинув, коли його корабель затонув на вкритій льодом затоці Форохель 1975 року, і разом з ним було втрачено палантири з Аннумінаса та Амон-Сул. Вже після смерті Арведуї флот Еарнура досягнув Ліндона. Об'єднані сили Ґондору, Ліндону та Рівендолу разом з вояками колишнього Північного Королівства здолали сили Анґмару у Битві за Форност.
Однак, хоча військова міць Анґмару була знищена, ця битва стала кінцем Північного Королівства. Довгі роки війн та природні катаклізми знищили більшу частину населення Еріадору, а дунаданів узагалі лишилося настільки мало для того, щоб відродити королівство. То ж 1976 року Аранарт, старший син Арведуї, прийняв титул Вождя Дунаданів, і відтоді він та його спадкоємці очолювали Слідопитів Півночі. Араґорн ІІ був 16 Вождем до того, як він коронувався у Мінас-Тіріті й відновив Королівство Арнор у 3019 році Третьої Епохи.
Королівство Артедайн також формально включало у себе землі Ширу. 1979 року гобіти обрали тана, який мав бути представником королівської влади в їхньому краї.

### Кардолан
Кардолан (англ. Cardolan, від можливого діалектного синдарського слова, що означає «Країна Червоних Пагорбів») — область у Арнорі, згодом незалежна держава дунаданів Півночі. Його кордонами слугували річки Барандуїн (Брендівинни) на заході, Мітейтель (Сиводжерельної) на сході та Ґватло (Сірого Потоку) на південному сході та півдні. Північна межа Кардолану проходила по Великій Східній дорозі.
Після проголошення незалежності, Кардолан висунув також територіальні претензії до Артедайну за право володіння Грозогорами, включаючи вежу Амон-Сул та палантир, який зберігався там. Зрештою, саме через бажання володіти палантиром усі три королівства дунаданів Півночі оспорювали одне в одного право володіння Грозогорами. Ця територіальна суперечка тривала довгі роки, аж доки у Рудаурі не перервався родовід нащадків Еленділа, і цей край не перетворився на васала Анґмару.
1050 року Третьої Епохи один з гобітівських родів, відомий нині як хутроноги, перейшов Імлисті Гори та оселився на Південних Схилах на захід від Кардолану.
Коли на північному сході Еріадору постало лиховісне королівство Анґмар, Кардолан перетворився на найважливішого союзника Артедайну. Його народ змушений був боронитися від спілки обох армій — Анґмару та Рудауру. 1356 року Арґелеба І, короля Артедайну, було убито у битві з Рудауром, союзником Анґмару. На деякий час Кардолан у союзі з Артедайном відкинув назад сили Анґмару, і деякий час його мешканці ще тримали оборону у найважливішому регіоні краю — Тирн Ґортаді. Однак 1409 року з Анґмару вийшло велике військо, яке вдерлося на кардоланські терени та сплюндрувало країну. У той час Артедайн майже нічим не міг допомогти своєму союзникові, позаяк і сам змушений був оборонятися. У цій війні загинув останній кардоланський князь, а сили Кардолану було розбито. Якщо згодом Артедайну і вдалося дещо відновити свої сили, то Кардолану вже ні. Від колишнього королівства не лишилося майже нічого, і навіть за самою областю Тирн-Ґортаду, знаною тепер як Великі Кургани, у гобітівських легендах закріпилася слава небезпечного та таємничого місця.
Смертельна моровиця, яка 1636 року знищила Короля Ґондору та висушила Біле Дерево, поширилася на північ уздовж Великої дороги та здесяткувала населення Мінгіріату та Енедвайту. Приблизно у той же час моровиця знищила останні криївки дунаданів у Курганах, і лихі духи запанували там. Тим небагатьом, що уціліли після хвороби, вже нічого було запропонувати на допомогу Артедайну, коли 1974 року Анґмар підкорив останнє з королівств колишнього Арнору.
До кінця Третьої Епохи дунадани Кардолану перетворилися на легенду, а їхні могили та кургани стали пристановищем лихих привидів з Анґмару, а Слідопити Півночі, які розбрелися краєм, були нащадками народу Артедайна, а не Кардолану.
Найбільші поселення старовинного Кардолану розташовувалися, імовірно, уздовж Північно-Південної дороги неподалік від Тарбада, і могли бути знищені 2912 року тими ж самими страшними повенями, які спустошили тамтешнє низкоземелля та зруйнували Тарбад.

### Рудаур
Рудаур (англ. Rhudaur, від можливого діалектного синдарського слова, що означає «Східні Ліси» або «Лихий Ліс») — одна з областей старовинного Арнору, згодом незалежне королівство. Знаходилося на сході колишнього Північного Королівства.
Територія Рудаура простягалася від Грозогір та Амон-Сулу до річки Бруїнен (Шумної). Він мав довгий кордон з Кардоланом, який проходив уздовж Великої Східної дороги, та з Артедайном уздовж лінії Грозогір. На південь від дороги до складу Рудауру входили також землі, що знаходилися між річками Бруїнен та Мітейтель. Ці землі називалися Кутом або Клином, і саме звідти перші стурси прийшли до Еріадору близько 1150 року Третьої Епохи. Утім, зважаючи на зростаючу небезпеку з Анґмару, стурси залишили терен близько 1356 року, і частина їх рушила ще далі на захід до Ширу, а інші повернулися назад до Дикого Краю.
Дунаданське населення Рудауру ніколи не було численним, і завжди становило лише невелику частину усіх мешканців краю. Вже від початку свого існування як незалежне королівство Рудаур ворожо ставився до двох інших держав, що виникли на території колишнього Арнору. Він довго воював з Кардоланом за вежу Амон-Сул та палантир, що зберігався у ній.
Згодом численні горяни підкорили собі інше населення Рудауру, і один з ватажків горян вступив у спілку з Анґмаром і у 14 столітті Третьої Епохи захопив владу у королівстві. 1356 року війська Рудауру та Анґмару вбили у бою Верховного Короля Арґелеба І. Анґмар підкорив Рудаур та приєднав його територію до себе вже 1409 року, і тоді ж останні з дунаданів залишили цей край.
Після 1636 року Рудаур був спустошений Смертельною моровицею. Це стало причиною деякого зменшення сили та частоти нападів на територію Артедайну, яке тривало 300 років, однак, оскільки ні Рудаур, ні Анґмар не було знищено, війна тривала. Смертельного удару по Артедайну й Кардолану було завдано у 1974 році, коли обидва цих королівства впали під натиском спільних орд Рудауру та Короля-Чаклуна, які пізніше було розбито союзними арміями Ґондору та Ліндону. Король-Чаклун утік на північ, а горяни зникли навіть з легенд Середзем'я. На південь від Великої Східної дороги Рудаур перетворився на країну тролів, а мандрівники, які опинялися у цих місцях, намагалися проскочити їх якомога швидше, уникаючи Тролівських кряжів.
Є свідчення, що після падіння Анґмару у Битві за Форност, домом для залишків північних дунаданів став Кут або ж Клин, і Слідопити Півночі навіть заснували там кілька поселень. Там їхній народ жив до того часу, поки Північне Королівство не було відновлено у часи правління Короля Елесара на початку Четвертої Епохи. Однак північні райони Рудауру залишалися дикими та небезпечними аж до кінця Третьої Епохи. Зокрема, на Еттенському нагір'ї 2930 року у сутичці з гірськими тролями загинув ватажок слідопитів Арадор, дід Араґорна, а його син Араторн ІІ впав у битві з орками 2933 року.
Як розповідається у «Гобіті» та додатках до «Володаря Перстенів» 2941 року Третьої Епохи у тих краях троє тролів упіймали товаришів Торіна Дубощита.
У першій книзі «Володаря Перснів» говориться, що коли Фродо з супутниками проходили цими землями, то бачили залишки древніх стін та веж, зловісні на вигляд. За словами Араґорна:
|  | Колись, століття тому назад, тут жили люди, та зараз нікого немає. Вони стали злими людьми, бо, за легендою, потрапили під тінь Анґмару. Усі вони загинули на війні, що поклала край Північному Королівству. Та було це так давно, що вже навіть пагорби про це забули, хоча тінь усе ще лежить на цій землі. |

## Поселення та вежі

### Аннумінас
Аннумінас (від синд. Annúminas, у перекладі — «Вежа Заходу», при чому під «Заходом» розуміється Нуменор) — місто у Арнорі, столиця єдиного Північного Королівства, заснована Еленділом на березі озера Ненуял (Вечорового). У Аннумінасі зберігався один з палантирів Півночі. Після розділу Арнора й перенесення столиці Артедайну до Форноста, Аннумінас поступово знелюднів та занепав.
Після Війни Персня та коронації Араґорна, Аннумінас разом з усім Арнором було відновлено, і він став північною столицею Возз'єднаного Королівства, де неодноразово бував Король Елесар.

### Емін-Берайд та Елостіріон
Елостіріон (англ. Elostirion, з синдарину — «Зоряна Вартова Вежа») — найвища з трьох Білих Веж, збудованих Ґіл-ґаладом для Еленділа на пагорбах Емін-Берайд («Вежових Пагорбах») неподалік від Моря. У Елостіріоні зберігався один з палантирів Півночі, який називали Каменем Еленділа. Особливістю його було те, що він не був зв'язаний з іншими, і з нього можна було дивитися тільки на захід за Море на острів Тол-Ересеа, де у Вежі Аваллоне зберігався Головний Камінь. Тривалий час Ельфи Сірих Гаваней зберігали Камінь Еленділа та наглядали за Елостіріоном, однак після того, як Елронд назавжди залишив Середзем'я у 3021 році, він відвіз цей палантир на своєму кораблі.
У гобітів існувала легенда, що з вершини Елостіріона можна було бачити Море, хоча жоден гобіт ніколи не піднімався туди. У «Братстві Персня» розповідається, що перед уходом з Ширу Фродо бачив Елостіріон у своєму сні:
|  | Потім він почув віддалений звук. Спочатку йому здалося, що це так сильно шумить вітер у верховіттях дерев. Але потім збагнув, що це не вітер, а шум далекого Моря; звук, ніколи не чутий, хоч у снах він лунав не раз. Раптом Фродо опинився у відкритому просторі. Довкола жодного дерева. Він - на темному вересовищі, а в повітрі - дивний солоний запах. Угорі, на гірському кряжі, височіла самотня біла вежа. Його охопило нестримне бажання видертися на вежу і дивитися на Море. Він заходився пробиратися нагору до вежі, та раптом небо прошив спалах, і зачулося гуркотіння грому. |

34 року Четвертої Епохи Семова дочка Еланор з чоловіком Фастредом із Зеленовищ переселилися до Західного Пограниччя, місцевості між Далекими Схилами та Емін-Берайдом. Від них походили Доброчади з Веж, Вартові Західного Пограниччя, які успадкували Червону книгу і зробили з неї кілька копій з різними нотатками і пізнішими доповненнями.

### Форност
Фо́рност, повна назва Фо́рност-Е́раїн (англ. Fornost, Fornost-Erain) або на вестроні Королівський Сівер (англ. Norbury of the Kings, King's Norbury) — місто у Еріадорі, що розташовувалося на південь від Північних Схилів на відстані у близько 100 нуменорських миль від Брі. Назва утворена від синдаринських слів «фор(н)», for(n) («північ») та «ост», ost («фортеця»), тобто «Північна Королівська фортеця».
Невідомо ані точної дати заснування Форноста, ані навіть, коли саме до нього було перенесено столицю Артедайну та королівський двір (відомо лише, що це сталося невдовзі після 861 року, коли помер Король Еарендур, а Арнор було поділено на три окремі королівства).
Уперше Форност атакували сили Короля-Чаклуна 1409 року, коли під час атаки на порубіжні укріплення на Грозогорах впала уся система оборони Артедайну. Втім, молодий король Арафор тоді захистив місто й відвернув загрозу.
1974 року Артедайн було знищено військами Анґмару, які захопили Форност, і король Арведуї утік у північні пустищі та згинув у льдовій затоці Форохель. Наступного року ґондорський флот під проводом Еарнура прибув до Сірих Гаваней та разом з союзниками-ельфами вступив у битву з анґмарським Королем-Чаклуном на рівнині західніше від Форносту. Сили Анґмару було переможено, однак Королю-Чаклуну удалося втекти.
З падінням Артедайну Форност перетворився на руїни та відтоді був відомий під назвою Канава Мерців (англ. Deadmen's Dike). У часи, про які йде мова у «Володарі Перснів», Форност був «закинутий на тисячу років, і навіть руїни Королівського Сівера вкрилися травою».
Однак наприкінці «Повернення Короля» Ґендальф говорив трактирнику Барліману Кремені, що Королівський Сівер, ймовірно, буде відбудовано Королем Елесаром.

## Королі Арнору

### Верховні Королі Арнору
Рід Верховних Королів Арнору походить від нащадків Владарів Андуніе, а через Аманділа, Еленділова батька, споріднюється з Сільмаріен та Королями Нуменору. Еленділ та Ісілдур були Верховними Королями Арнору та Ґондору, але після Ісілдура королівства розділилися, хоча правителі Півночі й продовжували йменуватися Верховними Королями.
1. Еленділ, син Аманділа. Правив з 3320 по 3441 роки Другої Епохи.
2. Ісілдур, син Еленділа. Правив з 3441 року Другої Епохи по 2 рік Третьої Епохи.
3. Вала́нділ (англ. Valandil, з квенья — «Відданий Валарам») — правив з 2 по 249 роки. Народився 3430 року Другої Епохи та був четвертим, наймолодшим з синів Ісілдура, чиї брати загинули від рук орків у засаді на Ірисових полях. Валанділ та його мати на той час перебували у Рівендолі, і там дізналися про смерть Ісілдура. Після цього Валанділ утвердив свою владу Верховного Короля над дунаданами. Будучи тоді ще дитиною, він не мав ніякої влади над Ґондором, де у цей час правив його двоюрідний брат Менелділ, який прийняв правління над Південним Королівством від самого Ісілдура. Утім, Валанділ ніколи не заявляв перетензій на корону Ґондору, що й послужило приводом для подальшого укріплення влади Менелділа та ще більшого розз'єднання обох королівств. Однак формально Валанділ зберігав за собою та своїми нащадками титул Верховного Короля. 10 року Третьої Епохи Валанділ отримав символ королівської влади — скіпетр Аннумінасу. Відтоді він правив Арнором до самої своєї смерті у 249 році.
4. Е́лдакар (англ. Eldacar) — правив з 249 по 339 роки. Народився у 87 році та обіцняв трон Арнору після смерті свого батька Валанділа у 249 році. Його не слід плутати з його набагато більш відомим родичем, Елдакаром з Ґондору. Часи його правління були спокійними, і він помер 339 року, залишивши спадкоємцем свого сина Арантара.
5. Ара́нтар (англ. Arantar) — правив з 339 по 435 роки. Народився 185 року та спокійно правив до кінця своїх днів.
6. Та́ркіл (англ. Tarcil) — правив з 435 по 515 роки. Народився 280 року. Ім'я «Таркіл» (інколи пишеться також як Tarkil), згадується також у «Володарі Перснів» як одне з прізвиськ Араґорна та означає «Людина Високого роду» (синонім «дунадану»). Орківське слово «тарк» для позначення дунаданів також споріднене з цим словом.
7. Таро́ндор (англ. Tarondor) — правив з 515 по 602 роки. Народився 372 року та обійняв трон після смерті батька у 515 році. Його теж не слід плутати з Тарондором з Ґондору, який правив у Третю Епоху значно пізніше.
8. Вала́ндур (англ. Valandur) — правив з 602 по 652 роки. Народився 462 року та загинув на війні, хоча подробиці його смерті лишаються невідомими.
9. Еле́ндур (англ. Elendur) — правив з 652 по 777 роки. Народився 552 року та його спадкоємцем був його син Еарендур, останній Верховний Король єдиного Арнору.
10. Еаре́ндур (англ. Eärendur) — правив з 777 по 861 роки. Він був останнім Верховним Королем Арнору та мав трьох синів, кожен з яких після його смерті претендував на трон. Перед загрозою громадянської війни єдине Північне Королівство було поділено на три частини: Артедайн, Кардолан та Рудаур. Амлаїт, старший син Еарендура, став першим королем Артедайну.

### Королі Артедайну
Після Еарендура нащадки його старшого сина Амлаїта продовжували правити Артедайном, де їхній рід ніколи не переривався. Однак у двох інших частинах Арнору, Кардолані та Рудаурі, родовід нащадків Еарендура занепав та близько 1349 року перервався. Через це Арґелеб І заявив свої права на владу над усіма землями колишнього Арнору, хоча це й оспорювалося Рудауром, у якому на той час владу захопили вожді горян, союзників Анґмару. Залишки Північного Королівства припинили своє існування після Арведуї, і рід нащадків Еленділа продовжувався лише у Проводарях Дунаданів, слідопитів Півночі.
1. Амлаїт (англ. Amlaith) — старший син Еарендура, десятого Короля Арнору. Правив з 861 по 946 роки. Народився 726 року і мав стати королем Арнору після смерті батька, однак його право на владу оспорювалося іншими синами Еарендура. Перед загрозою громадянської війни вирішив поділити Північне Королівство на три частини та залишився правителем Артедайну, поступившись братам владою над Кардоланом та Рудауром. У часи його правління столицю було офіційно перенесено з Аннумінаса до Форноста. На відміну від своїх пращурів він взяв собі ім'я на синдарині, а не на квенья.
2. Бе́леґ — правив з 946 по 1029 роки. Народився 811 року та обійняв трон після смерті батька. У часи його правління гобіти, більшість з яких належала до роду шерстоногів, уперше з'явилися у землях Еріадору на захід від Імлистих Гір, а Саурон уперше повернувся до Морок-лісу з часів Другої Епохи.
3. Ма́лор — правив з 1029 по 1110 роки. Народився 895 року та прийняв правління у віці 134 років. У роки його правління до Середзем'я з Валінору припливли Істарі, хоча тоді про це мало хто знав. Наприкінці його правління стало відомо, що тінь, яка накрила Морок-ліс, прийшла з Дол-Ґулдуру, хоча про присутність там Саурона тоді ще не було відомо.
4. Ке́лефарн (англ. Celepharn) — правив з 1110 по 1191 роки. Народився 979 року, і під час його правління багато гобітів з родів впертів та блідошкірів прийшли до Еріадору та приєдналися до шерстоногів, які прийшли з'явилися тут раніше. У ці часи Ґондор під владою Атанатара ІІ Алкаріна досягнув вершини своєї слави.
5. Келебрі́ндор (англ. Celebrindor) — правив з 1191 по 1272 роки. Народився 1062 року, і за часів його правління у Артедайні панував мир, стосунки з обома іншими частинами колишнього Арнору залишалися добрими, і ніяке лихо не турбувало край.
6. Ма́лвеґіл — правив з 1272 по 1349 роки. Народився 1144 року, і за часів його правління на північному сході постало лиховісне Королівство Анґмар, яким правив Король-Чаклун. Відтоді зло почало проникати у землі Арнору, й багато орків та лихих людей, за якими Артедайн змушений був постійно пильнувати, почали з'являтися по обидва боки від Імлистих Гір.
7. Арґе́леб І — правив з 1349 по 1356 роки. Народився 1226 року. Через те, що на цей час рід нащадків Еленділа обірвався у Кардолані та Рудаурі, заявив свої права на владу над усім Арнором, з чим не погодився Рудаур. На знак цього усі наступні королі після Арґелеба почали брати собі імена з префіксом «ар-». Арґелеб значно укріпив Грозогори, однак 1356 року загинув від рук лиходіїв з Рудауру.
8. Арвелеґ І — правив з 1356 по 1409 роки. Народився 1309 року та помстився горянам Рудауру за смерть батька, вибивши орків та людей Анґмару зі своїх володінь за допомогою Кардолану та Ліндону. Відтоді Артедайн та Кардолан встановили спільну варту на Грозогорах та на Амон-Сул, уздовж Великої дороги та нижньої течії річки Бруїнен. У цей же час Рівендел було взято в облогу військами Короля-Чаклуна. Арвелеґ загинув у битві 1409 року, коли великі сили з Анґмару несподівано прорвали оборону, здолали Кардолан та знищили укріплення Амон-Сул. Однак палантир вдалося урятувати та передати у Форност. Відтоді у Рудаурі більше не лишилося дунаданів, Кардолан було сплюндровано, а Артедайн, хоча й уцілів, однак залишився значно послабленим.
9. Ара́фор (англ. Araphor) — правив з 1409 по 1589 роки. Народився 1391 року та ще у неповнолітньому віці успадкував трон батька. Утім, його вік не завадив йому вибити ворогів з Північних Схилів та відкинути їх від Форносту з допомогою Кірдана. Уцілілі залишки дунаданів з Рудауру та Кардолану закріпилися на узліссі Пралісу та в Тирн-Ґортаді. Зрештою, Елронд з допомогою підкріплення з Лоріену прорвав кільце облоги та розбив армії Короля-Чаклуна. У цій часи багато впертів утекли з Еріадору та повернулися до Дикого Краю, де утворили річковий народ, до якого пізніше належали Деаґол та Смеаґол.
10. Арґе́леб ІІ — правив з 1589 по 1670 роки. Народився 1473 року та був названий на честь прадіда Арґелеба І. У роки його правління Смертельна моровиця досягла Еріадору, знищивши більшість населення Кардолану, особливо у Мінгіріаті. Гобіти та інше населення арнорських теренів теж постраждали, однак менше, оскільки, чимдалі на північ, моровиця значно послабшала. Смертельна моровиця покінчила з залишками кардоланських дунаданів. Злі примари з Анґмару пройшли через Рудаур та Кардолан та угніздилися у колишніх королівських мисливських угіддях у Тірн-Ґортаді, який став відомий під назвою Великі Кургани. Близько 1600 року король дозволив гобітам оселитися в землях Артедайну між Барандуїном і Дальніми Пагорбами (надалі — Шир).
11. А́рвеґіл — правив з 1670 по 1743 роки. Народився 1553 року, і в часи його правління багато гобітів оселилося у Ширі, який було подаровано їм Арґелебом ІІ. У цей період не відбувалося майже ніяких важливих подій, тому що Смертельна моровиця завдала удару не тільки дунаданам, однак також і їхнім ворогам. Втім, кордони Артедайну все ще лишалися без нагляду, і зло з Анґмару продовжувало проникати до королівства.
12. Арве́леґ ІІ — правив з 1743 по 1813 роки. Народився 1633 року та отримав своє ім'я на честь прапрадіда Арвелеґа. За його часів Анґмар поновив свої напади на Артедайн, оскільки вороги відновили свої сили значно швидше за дунаданів, зокрема, за рахунок східнян та орків по обидва боки Імлистих Гір.
13. Ара́вал — правив з 1813 по 1891 роки. Народився 1711 року та у віці 102 років після смерті батька прийняв правління. Він був великим дипломатом та воїном, відновив союз з Ельфами Ліндону та Імладрісу, а також перервані раніше зв'язки з Південним Королівством. Здобув велику пер
14. уели перемоги над Анґмаром та здійснив спробу відбудови Кардолану. Однак на шляху здійснення його планів стали Привиди з Великих Курганів, які залякали чи убили поселенців, й через те Аравал майже нічого не досягнув.
15. Арафант (англ. Araphant) — правив з 1891 по 1964 роки. Народився 1789 року і так само, як його батько, обійняв трон у віці 102 років. Саме під час його правління славетний Малбет Ясновидець зробив пропроцтво стосовно долі його сина Арведуї. Арафант продовжував політику батька щодо укріплення контактів з Ґондором, уклавши союз з королем Ондогером, наслідком чого стало одруження його сина Арведуї на дочці Ондогера Фіріелі.
16. Арведуї (англ. Arvedui) — правив з 1964 по 1975 роки та був Останнім Королем Північного Королівства. Він народився 1864 року, і його ім'я означало «Останній король». Був одружений з Фіріелою, дочкою ґондорського короля Одногера. Чотири роки потому король Ондогер загинув у битві з візниками, Арафантів син Арведуї заявив права на трон Південного Королівства як нащадок Ісілдура та чоловік Фіріелі, яка за законами Нуменору мала б стати правлячою Королевою. Однак ці зазіхання було відхилено Радою Ґондору. Невдовзі Арведуї став Королем Артедайну. У часи його правління Артедайн піддався нападу сил Короля-Чаклуна з Анґмару. Після падіння Форносту Арведуї з кількома уцілілими соратниками утік до льодової затоки Форохель. Для його порятунку ельфи з Сірих Гаваней прислали на північ корабель, і Арведуї, не зважаючи на попередження лосотів, ступив на його борт. Невдовзі після відплиття, корабель затонув серед крижин, і Арведуї загинув разом з ним. Невдовзі після його смерті ґондорці та війська ельфів розбили сили Короля-Чаклуна та поклали край Анґмару.

### Королі Возз'єднаного Королівства
На початку Четвертої Епохи після Війни Перстеня Арнор було відновлено як частину Возз'єднаного Королівства, і він перейшов під владу Королів Возз'єднаного Королівства.
1. Елесар — правив з 1 по 120 роки Четвертої Епохи. Народжений як і його пращури Вождем Слідопитів, коронувався під іменем Елесара та став першим з Королів Возз'єднаного Королівства. Невдовзі після коронації одружився із Арвен, дочкою Елронда.
2. Елдаріон — став королем після того, як добровільно пішов з життя його батько Араґорн у 120 році Четвертої Епохи. Як розповідається у додатках до «Володаря Перстенів» після нього його нащадки правили багатьма країнами та народами протягом століть.

## Символи королівської влади у Арнорі
На відміну від правителів Ґондору, королі Арнору не мали корони, а символами їхньої влади був срібний обруч з білим коштовним каменем, який називався Еленділмиром, а також срібний жезл, котрий раніше належав правителям Андуніе.

## Попередні варіанти окремих епізодів історії Арнору за чернетками «Володаря Перстенів»
Згідно з попередніми міркуваннями Толкіна над окремими епізодами історії Арнору, відображених у чернетках додатків до «Володаря Перснів», у 1851 році король Артедайну Аравал мав здобути перемогу над Анґмаром за допомогою Ліндону та Рівендолу та хотів зайняти Кардолан. Однак, за першою з версій привиди лякали усіх, хто бажав оселитися там, а за другою Аравалу таки вдалося зайняти Кардолан. Утім, за третьою версією наступний після Аравала король Арафант у 1900 році Третьої Епохи примусив війська Короля-Чаклуна відступити та узагалі знищив Кардолан.

## Цікаві факти
Ряд стилістичних досліджень відзначають, що роль Арнору у всесвіті «Толкіна» полягала у тому, аби дозволити найповніше розкрити усі аспекти ролі Ґондору у розповіді. Зокрема, вказується, що Арнор та Ґондор уособлюють собою класичну дихотомію світла й темряви, благословення та забуття, зла й добра. У Арнорі присутнє поступове змаління колишньої величі нащадків Еленділа та відсутнє Біле Дерево, а усі міста його поступово перетворюються на руїни, у той час, як у Ґондорі існує добре укріплена та населена столиця з шанобливим, майже священним ставленням до Білого Дерева та добре озброєним військом.